# Бояну-Маре (комуна)
Бояну-Маре (рум. Boianu Mare) — комуна у повіті Біхор в Румунії. До складу комуни входять такі села (дані про населення за 2002 рік):
- Бояну-Маре (612 осіб) — адміністративний центр комуни
- Корбоая (49 осіб)
- Пегая (750 осіб)
- Руджа (7 осіб)
- Хута (10 осіб)

Комуна розташована на відстані 428 км на північний захід від Бухареста, 57 км на північний схід від Ораді, 105 км на північний захід від Клуж-Напоки.

## Населення
За даними перепису населення 2002 року у комуні проживали 1428 осіб.
Національний склад населення комуни:
| Національність | Кількість осіб | Відсоток |
| -------------- | -------------- | -------- |
| румуни         | 1360           | 95,2%    |
| угорці         | 67             | 4,7%     |
| цигани         | 1              | 0,1%     |

Рідною мовою назвали:
| Мова      | Кількість осіб | Відсоток |
| --------- | -------------- | -------- |
| румунська | 1367           | 95,7%    |
| угорська  | 60             | 4,2%     |
| циганська | 1              | 0,1%     |

Склад населення комуни за віросповіданням:
| Релігія        | Кількість осіб | Відсоток |
| -------------- | -------------- | -------- |
| православні    | 1214           | 85,0%    |
| п'ятдесятники  | 87             | 6,1%     |
| баптисти       | 53             | 3,7%     |
| реформати      | 47             | 3,3%     |
| римо-католики  | 20             | 1,4%     |
| греко-католики | 7              | 0,5%     |